# 瓊斯伯勒 (印第安納州)
瓊斯伯勒（英語：Jonesboro）是一個位於美國印第安納州格蘭特縣的城市。

## 人口
根據2010年美國人口普查的數據，瓊斯伯勒的面積為2.31平方千米，當中陸地面積為2.31平方千米，而水域面積為0.00平方千米。當地共有人口1,756人，而人口密度為每平方千米760.17人。